# フライトシミュレーション

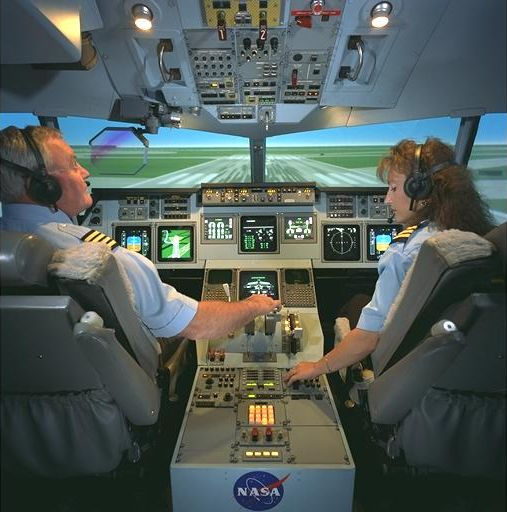
ツインジェットフライトシミュレーターのコックピット

フライトシミュレーション（英語　Flight Simulation）とは、航空機などの飛行の操縦訓練、搭乗体験をするために飛行状況を模擬すること。

## 歴史

動揺装置の例

1903年にライト兄弟が有人動力飛行に成功したが、操縦訓練の歴史は飛行機の開発過程で既に始まっていた。ライト兄弟は初飛行までに凧を使いグライダーで1000回以上の飛行の練習を積んでいた。
1910年代には、同乗飛行ののち、小出力機でタクシングの練習、さらに大出力機を使って離陸できるようになるまで地上滑走からジャンプする練習を繰り返すという「ペンギン方式」と呼ばれる訓練方法がとられていた。
また、当時の飛行機は飛行中にバランスを維持することが難しかったため、訓練機材を補助者が揺らして不安定な状況を作り、搭乗者が操縦桿で立て直す訓練が行われた。
1914年、第一次世界大戦が始まると飛行機が大量生産されるようになり、多数のパイロットを効率的に養成する必要性が生じたが訓練そのものは従来の｢ペンギン方式｣のままであった。また、当時のパイロットが第一に要求される能力は、空中写真の撮影や水平爆撃といった任務に必要な機体の針路を維持するスキルだったため、そのための地上シミュレーションが行われていた。

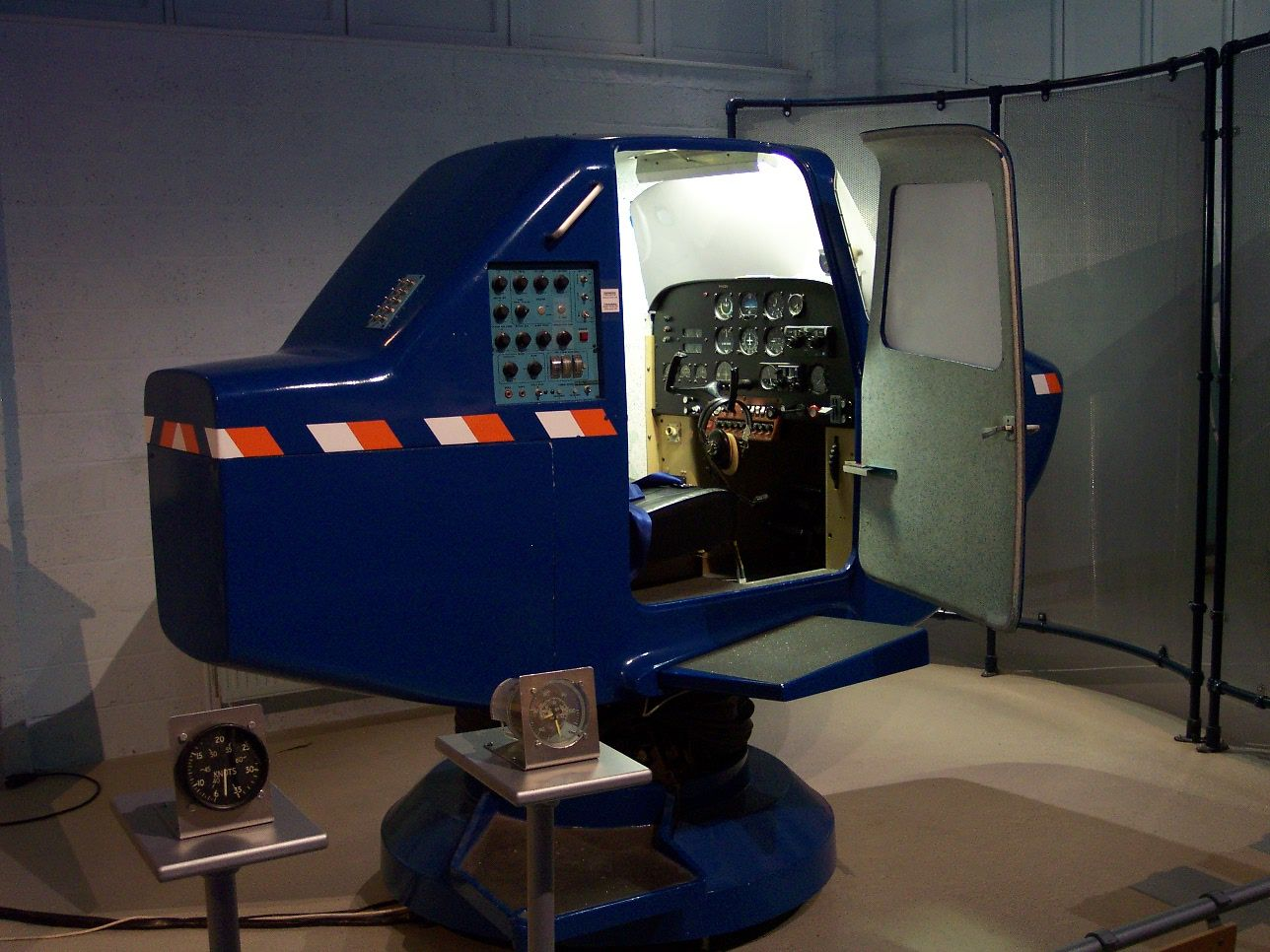
リンクトレーナー

1920年代末、アメリカで機械式のリンクトレーナーが計器飛行訓練用に開発された。この装置は訓練装置としては画期的で大勢のパイロットが養成された。
軍用機の運動性が著しく発達した第二次大戦期には、高速飛行中に敵を補足する、瞬間的に状況判断をするといった空中ならではの感覚に順応する訓練が必要となった。アメリカ軍ではリンクトレーナーにヴィジュアル・ディスプレイを導入し、機体制御の訓練とともに、熟練パイロットが機体内から見ている光景を訓練者に見せる、視覚を重視した訓練が行われた。
一方、アメリカ海軍が汎用性の高いフライトシミュレータの開発をMITに打診。ジェイ・フォレスターらがWhirlwindコンピュータの開発に取り組んだ。しかし、フライトシミュレータには使われず、SAGEで使われることになった。
1920年代に開発されたリンクトレーナーは機械式から電気式には変わったものの基本原理はそのまま1970年代まで利用された。
第二次世界大戦後、航空機の大型化と民間航空輸送の発達によってフライトシミュレータが不可欠となり、1948年にパンナム航空、1951年に英国海外航空（BOAC）がフライトシミュレータを導入した。しかし、この時期のシミュレータは真空管式のアナログコンピュータを採用したものでモーションビジュアルも搭載されていなかった。
1960年代に入るとデジタルコンピュータが実用化され、FAAやJCABが法整備を行って航空会社から提供された実機のデータが利用できるようになったことから、実機をより忠実に再現したフライトシミュレータが開発できるようになった。モーション装置も3自由度から6自由度に向上した。ビジュアル装置も1970年代初頭にジオラマ模型の映像を利用するものが開発されたのち、1970年代半ばにはコンピュータグラフィックスが利用されるようになった。

## 模擬機器
飛行機、回転翼機、滑空機用が開発されている。基本的に航空機メーカーが開発しているが、RedbirdやPrecision Flight Controlsなどの専門会社から多数のメーカーに対応した汎用品が販売されている。なお日本では滑空機について国土交通大臣が承認した模擬飛行装置、飛行訓練装置は無い。
ヨーロッパの民間航空機の認証を行う合同航空当局ではFlight Simulator（FS）、Flight Training Device (FTD)、Flight and Navigation Procedures Trainer (FNPT)、Other Training Device (OTD)の４種に分類している。
訓練生が座る操縦席の後部に教官席を設け、気象の変更や故障発生をコントロール出来るようにした機器もある。
軍用機では飛行以外にも任務に必要な機器の操作訓練も必要なため、早期警戒機や哨戒機など飛行よりも搭載した機器の操作が重要な機種では、Weapons system trainer（WST）と呼ばれる訓練装置を使用する。F-35は操縦から武装使用など実戦的な訓練も可能なフルミッション・シミュレータ（FMS）を用意し、復座型による訓練を不用としている。
かつては搭乗員の天測航法訓練を行うため、フライトシミュレータとプラネタリウムを組み合わせた『天測航法訓練装置』が存在した。
フライングブーム方式の空中給油ではブームを操作する乗員の訓練が必要となるため、画面上に航空機やブームを表示するシミュレータがある。
航空管制官の訓練に使用する『管制シミュレータ』もあり、テクノブレインのような専門メーカーが存在する。

### 模擬飛行装置
特定の航空機の操縦室を模し、操縦装置の操作信号を元に機体の反応をコンピュータで計算し、結果を操作パネル表示、視界画像、動揺装置による動き、音響などで出力することで、航空機の動作を高度に再現する装置はフル・フライトシミュレータ（Full Flight Simulator、FFS）と呼ばれる。日本では模擬飛行装置と呼ばれる。
航空機乗組員の訓練、試験、審査などに使用される装置であり、通常の操縦訓練とともに事故など考えられる事象の対応訓練などに使用される。特定の型式の航空機の操縦室をそのまま使用したものが多く、航空機メーカーが自社の各機体専用に製造している。
現在では航空機の開発段階においても想定される機体の数式モデルを構築し、風洞試験データ等を反映させたFFSをテストパイロットに操縦させて問題を洗い出すことで実際に製作する試作機の調整回数を減らし、開発の効率化に貢献している。
国際民間航空機関では動揺装置などにより第１種（さらに３段階）～第４種の合計で６段階に分けている。厳密には「飛行時間」とは違うものの、多くの国では承認した機種の場合は航空日誌（ログブック）に記録できる欄があり（日本では国土交通大臣が承認）、操縦士資格取得訓練の一部を成している。たとえば計器飛行証明であれば、「…時間以上の計器飛行練習（ただし模擬飛行装置によるものは～時間まで）」となる。また装置の動作についても当局の認証が必要となる。
FFSは非常に高価で整備や電気代などの維持費も別途かかり、航空当局の認証手続きが複雑で定期検査が必要などハードルが高く導入できるのは大手に限られており、中小や格安航空会社では所有する会社にパイロットを派遣して訓練したり、導入したFFSをリースバックに変更するなどしている。1台の価格はボーイング737用は約2億1550万円、エアバスA330用は約7億9700万円であり、使用するには維持費も必要となる。
近年では動揺装置として大型のロボットアームを使用するFFSも登場している。
コックピット内部を整備する航空整備士の訓練にも使用されており、各種エラーの表示を任意で発生させる整備士向けのモードを搭載した装置もある。

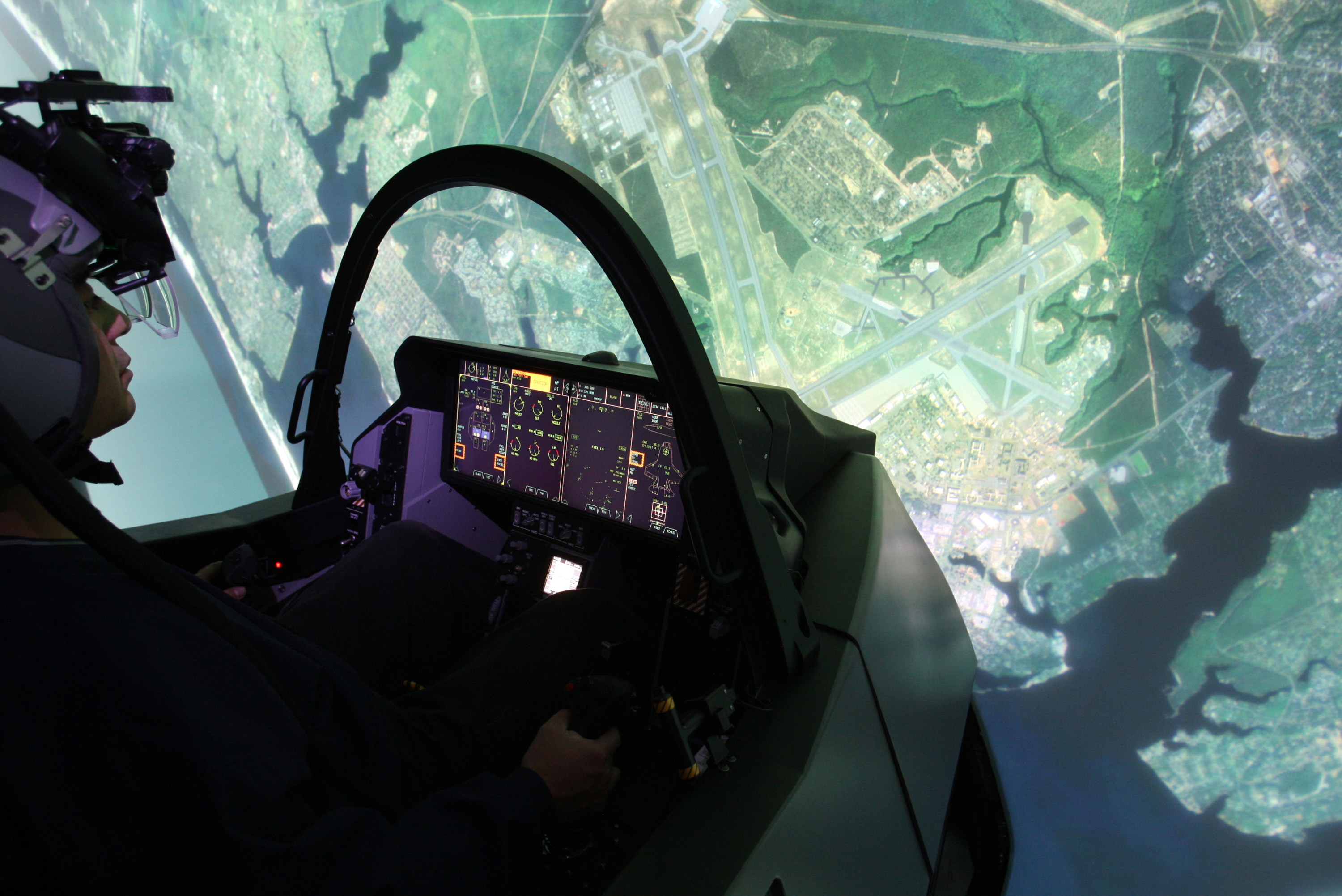
ドーム型スクリーンを備えたF-35のFMS
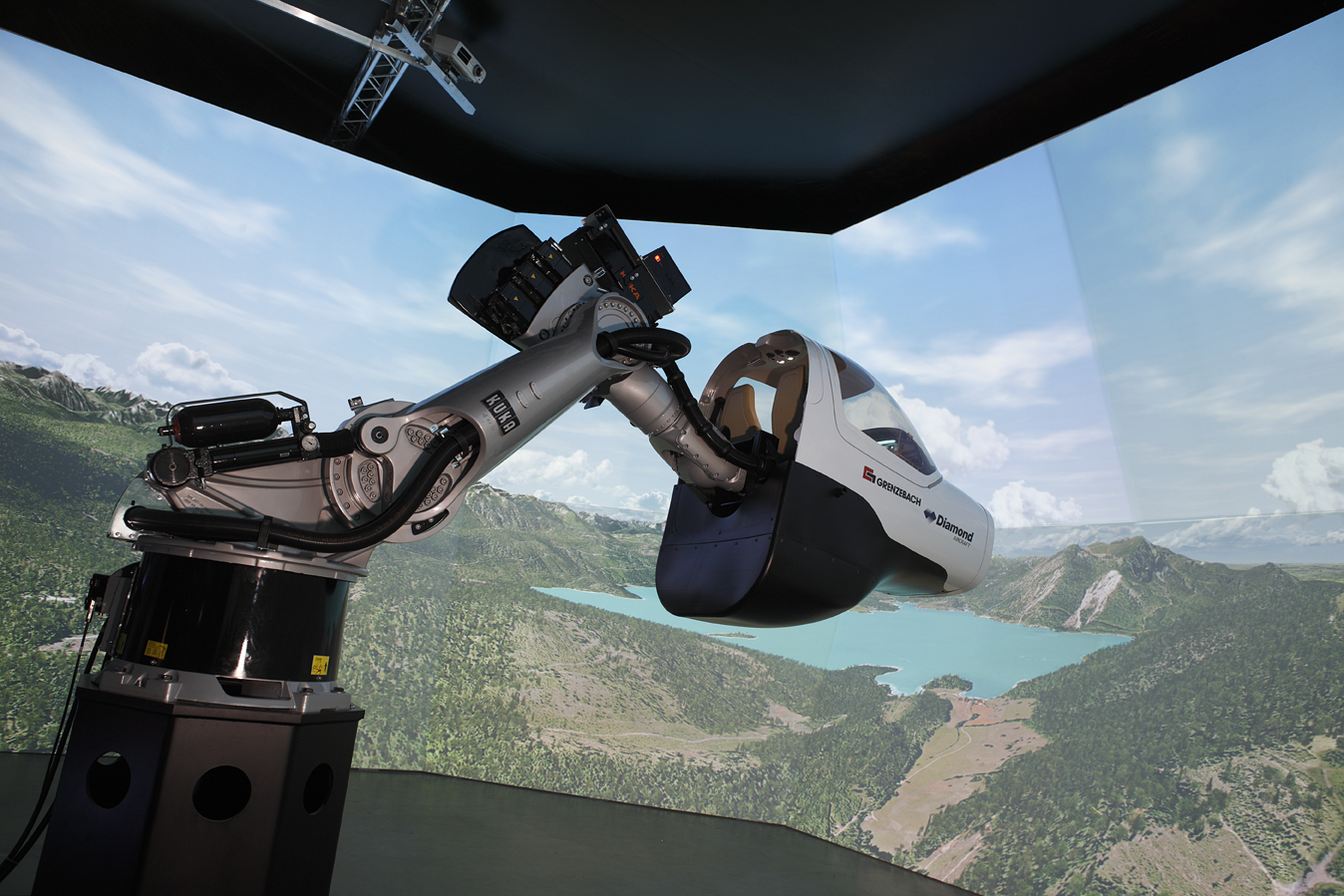
ダイヤモンド・エアクラフト・インダストリーズが自社製品用として開発したFFS。動揺装置にはクーカ製のロボットアームを採用。
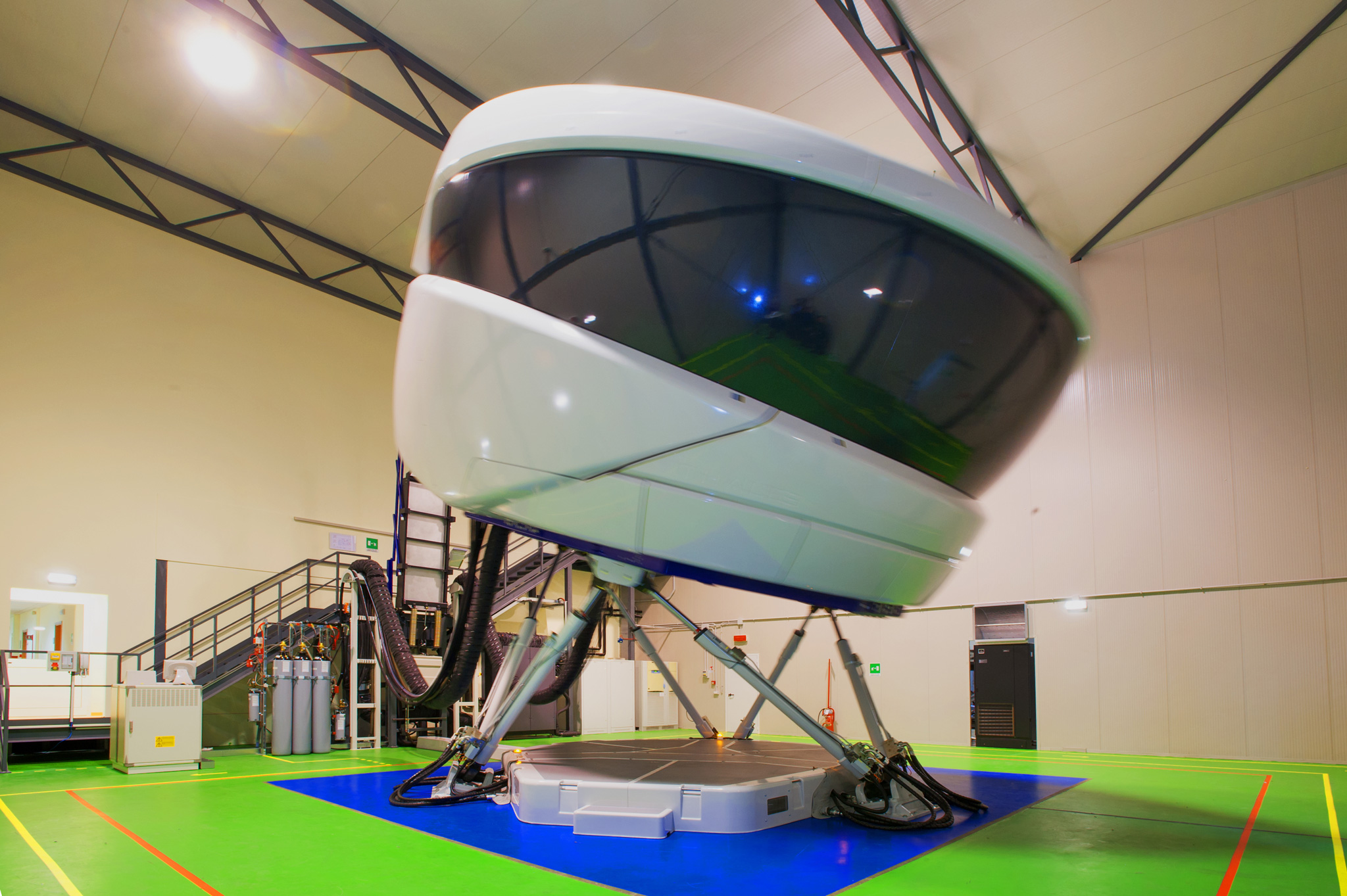
スホーイ・スーパージェット100のFFS
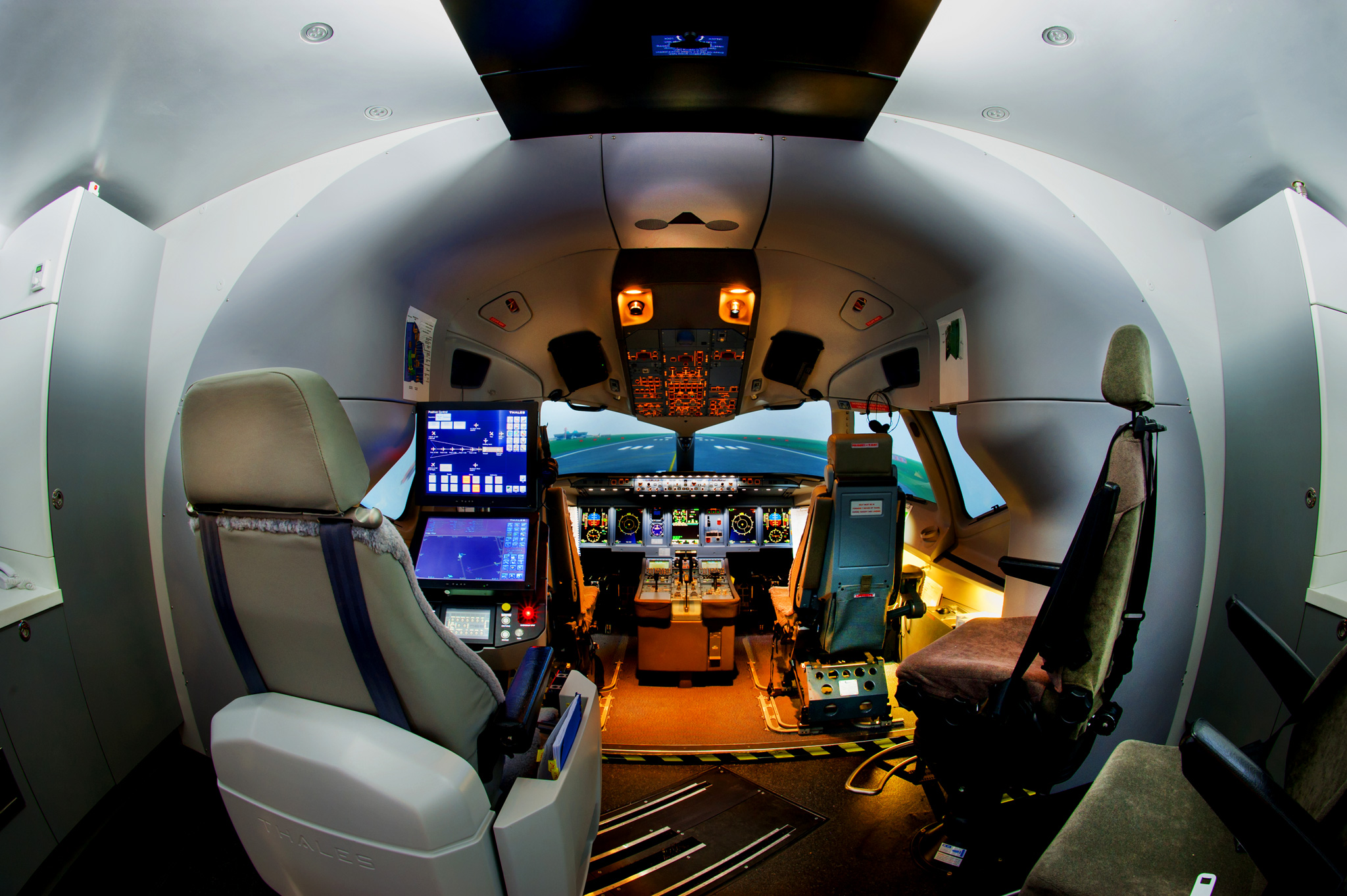
スホーイ・スーパージェット100のFFS内部。後部の教官席から気象の変更や故障発生をコントロール可能。
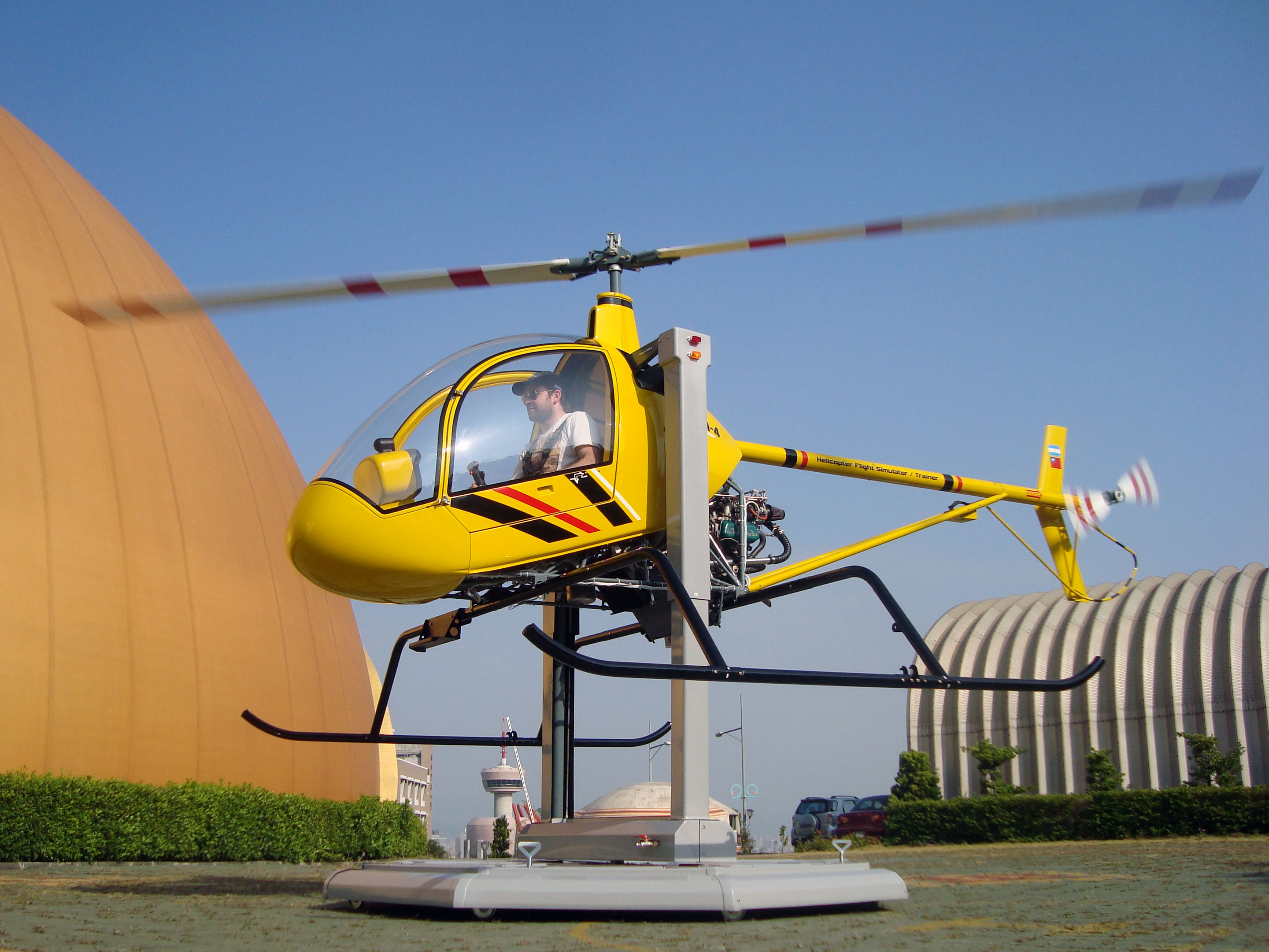
Cicaré SVH-4のFSS。実機をそのまま使用している。

### 飛行訓練装置
フライトトレーニングデバイス（Flight Training Device、FTD） は一般的な航空機の操縦室の必要な部分を模擬しており、通常航空機に装置されている計器類を搭載もしくは模倣し、計器飛行状態で飛行中の状況を表現できるものとされる。機体の動きを体感できるまでの機能は要求されない。日本では飛行訓練装置やフライトトレーナと呼ばれる。
具体的には、操縦桿やスロットルやレバーやスイッチ類は必須であるが、計器パネルなどは画面上に模倣されていれば良い。FFSとの違いが動揺装置の有無という物もあるが、ソフトウェアのみを開発しハードウエアには市販のパソコンや液晶ディスプレイ、ゲーム用のジョイスティックを使用することで価格を抑える、さらにソフトウェアにX-PlaneやMicrosoft Flight Simulatorを使用することで個人でも購入可能な価格とするなど商用オフザシェルフにより低コスト化が進んでいる。実際に動揺装置こそ無いものの模擬飛行装置や飛行方式訓練装置と同様に実機の操縦室を完全に再現した機種も多い。
動揺装置がないため多くの国では航空当局の認証手続きも簡素であり、高価なFFSを導入できなかった中小の航空会社や民間フライトスクールへの導入が進んでいる。また装置が小型化できるため、V-22にはFSSよりも10億円ほど安価で移動可能なコンテナ型のFTDが用意されている。
飛行時間の取り扱いに関しては模擬飛行装置と同じであるが、再現の度合いにより充当できる飛行時間が異なる。

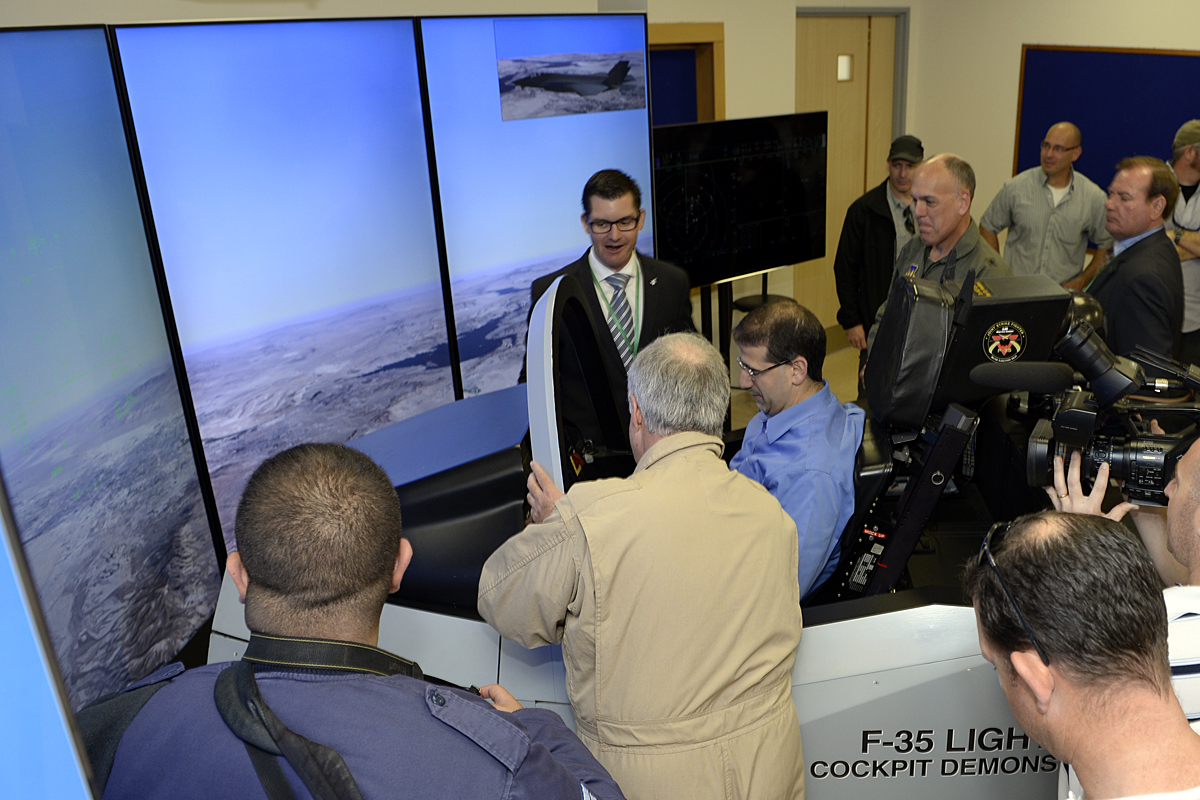
F-35のFTD。ドーム型スクリーンと動揺装置を廃しFMSより価格を抑えている。
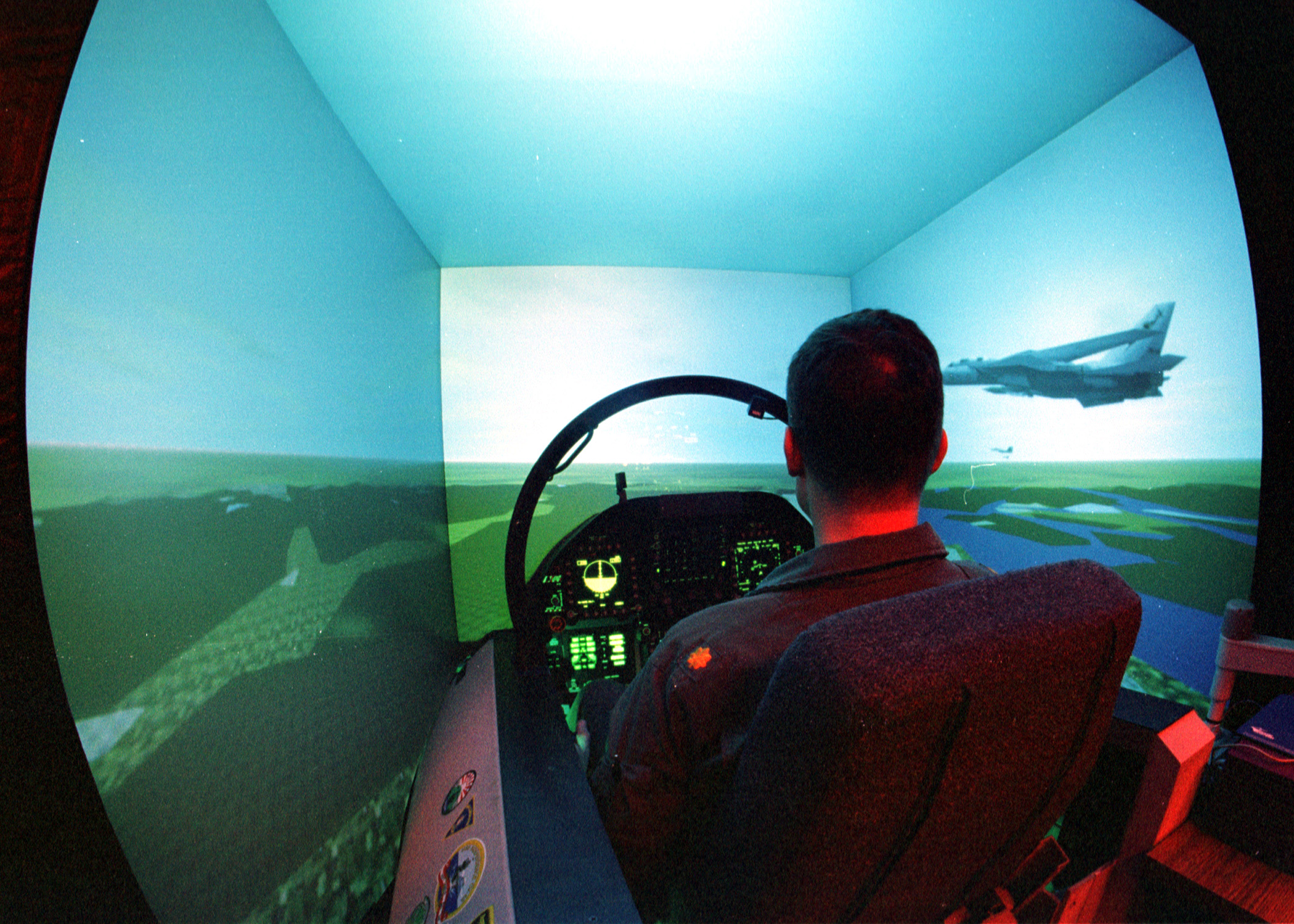
F/A-18のFTD。大型ディスプレイにより実機に近い視界を再現している。
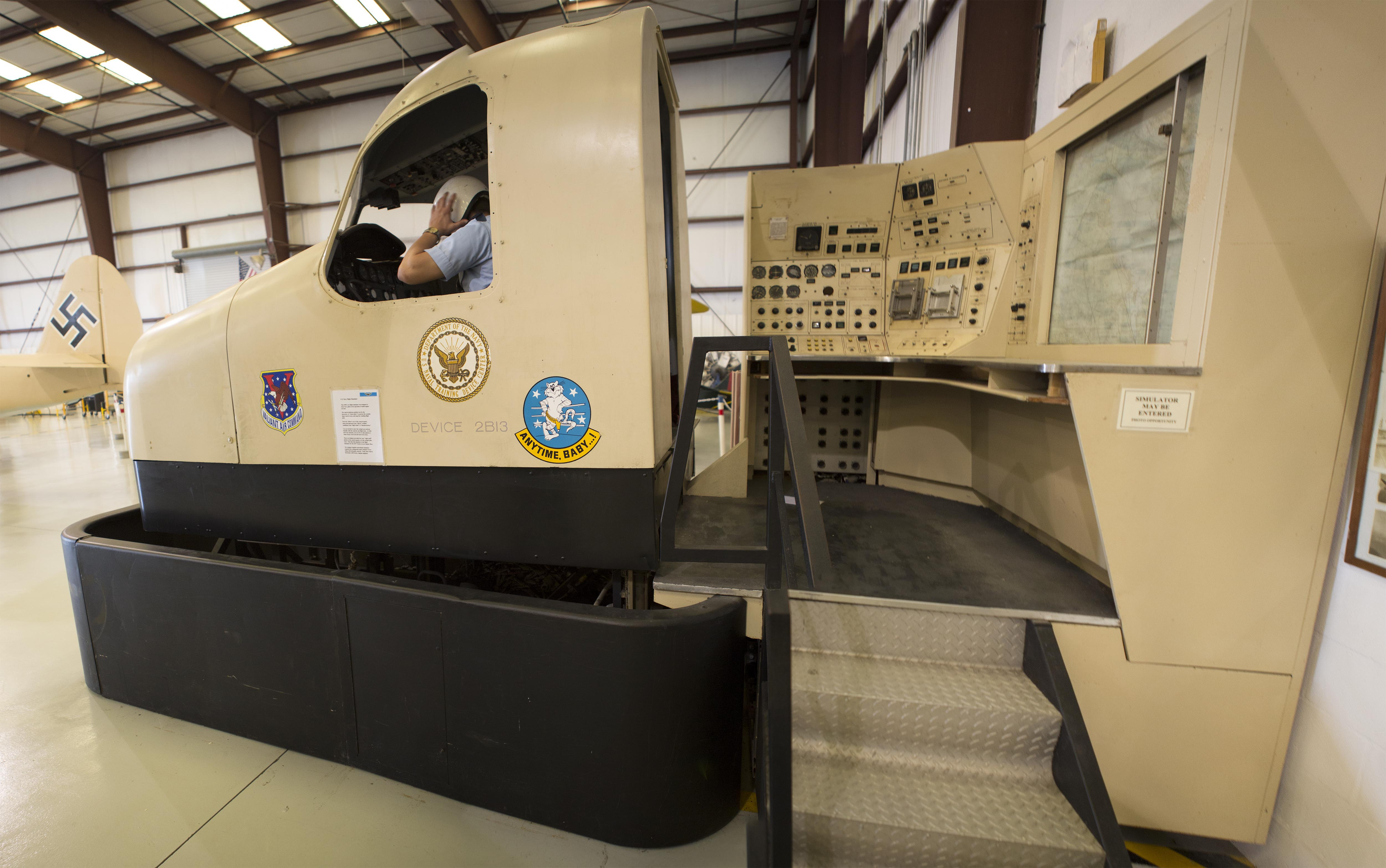
S-2FのFTD。実機の操縦席を再現しているが動揺装置はない。
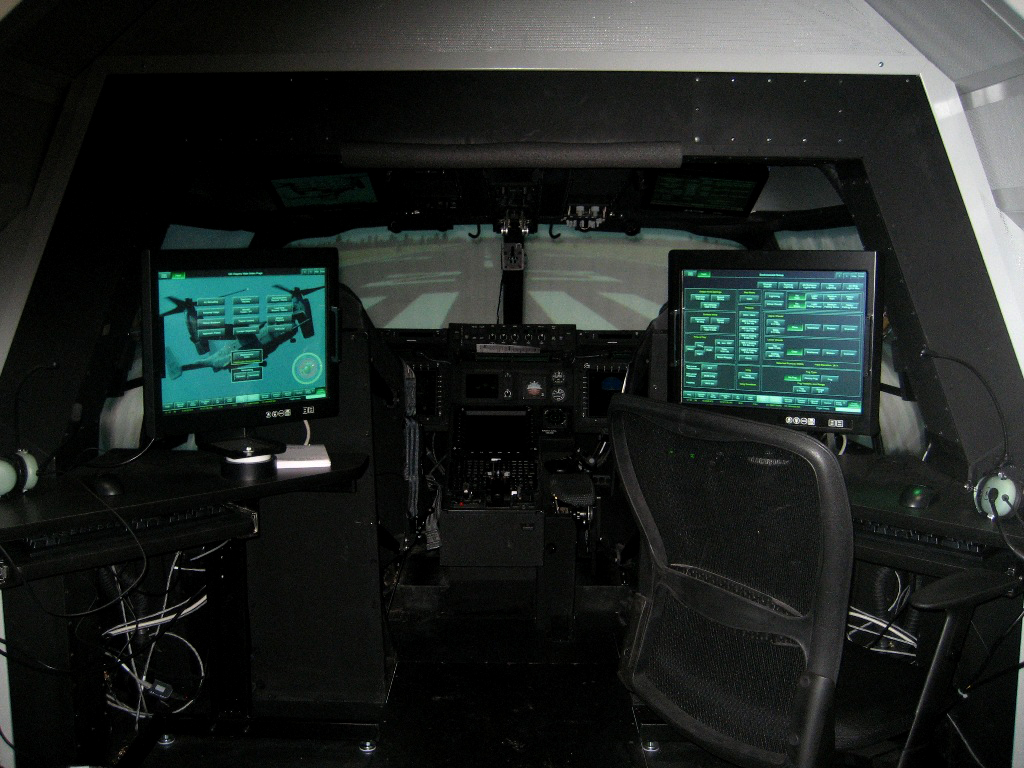
MV-22のコンテナ型FTD。後部の教官席から気象の変更や故障発生をコントロール出来る。
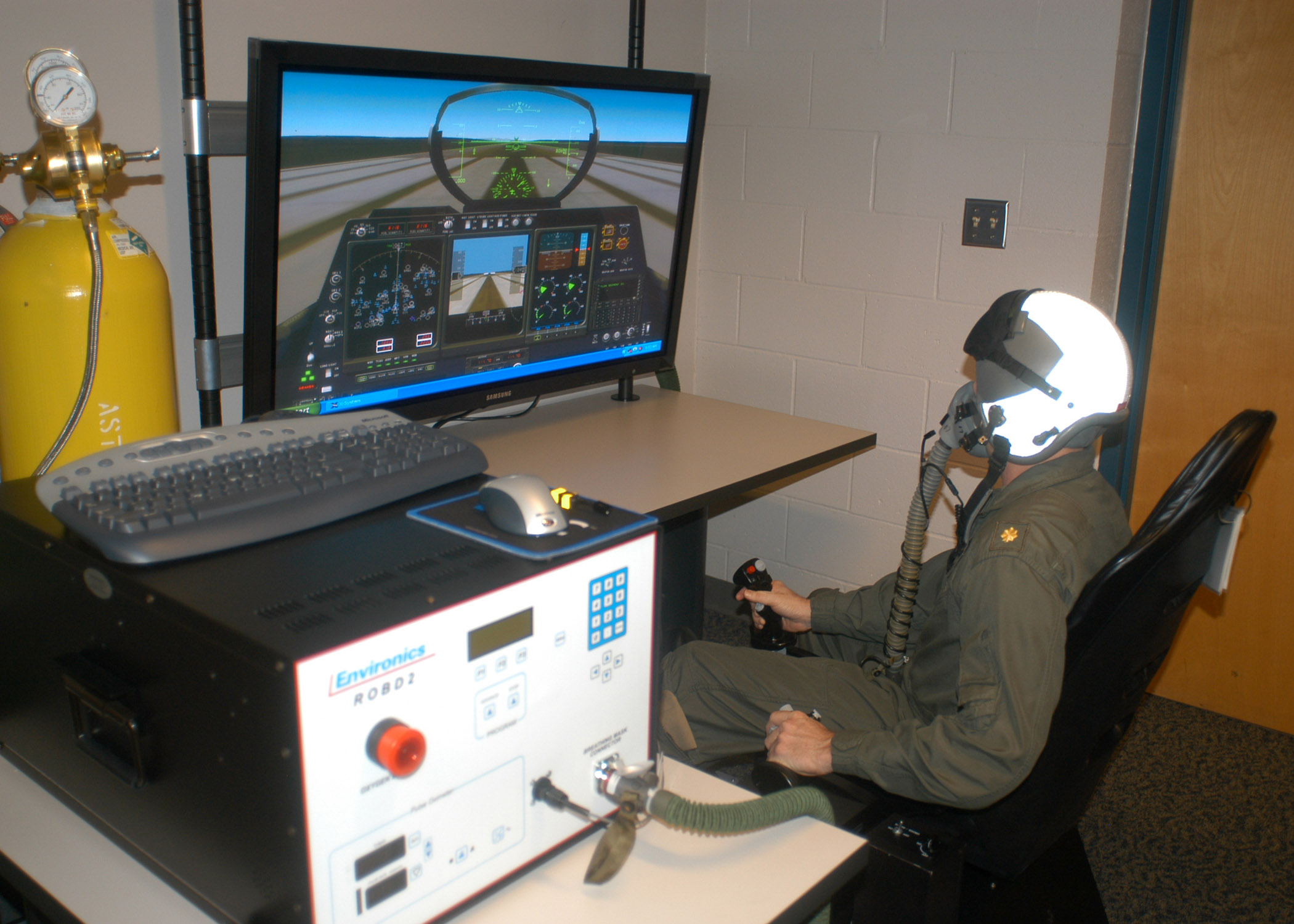
酸素呼吸器のテストのため市販のPCで構成されたFTDを使用するアメリカ海軍のパイロット。
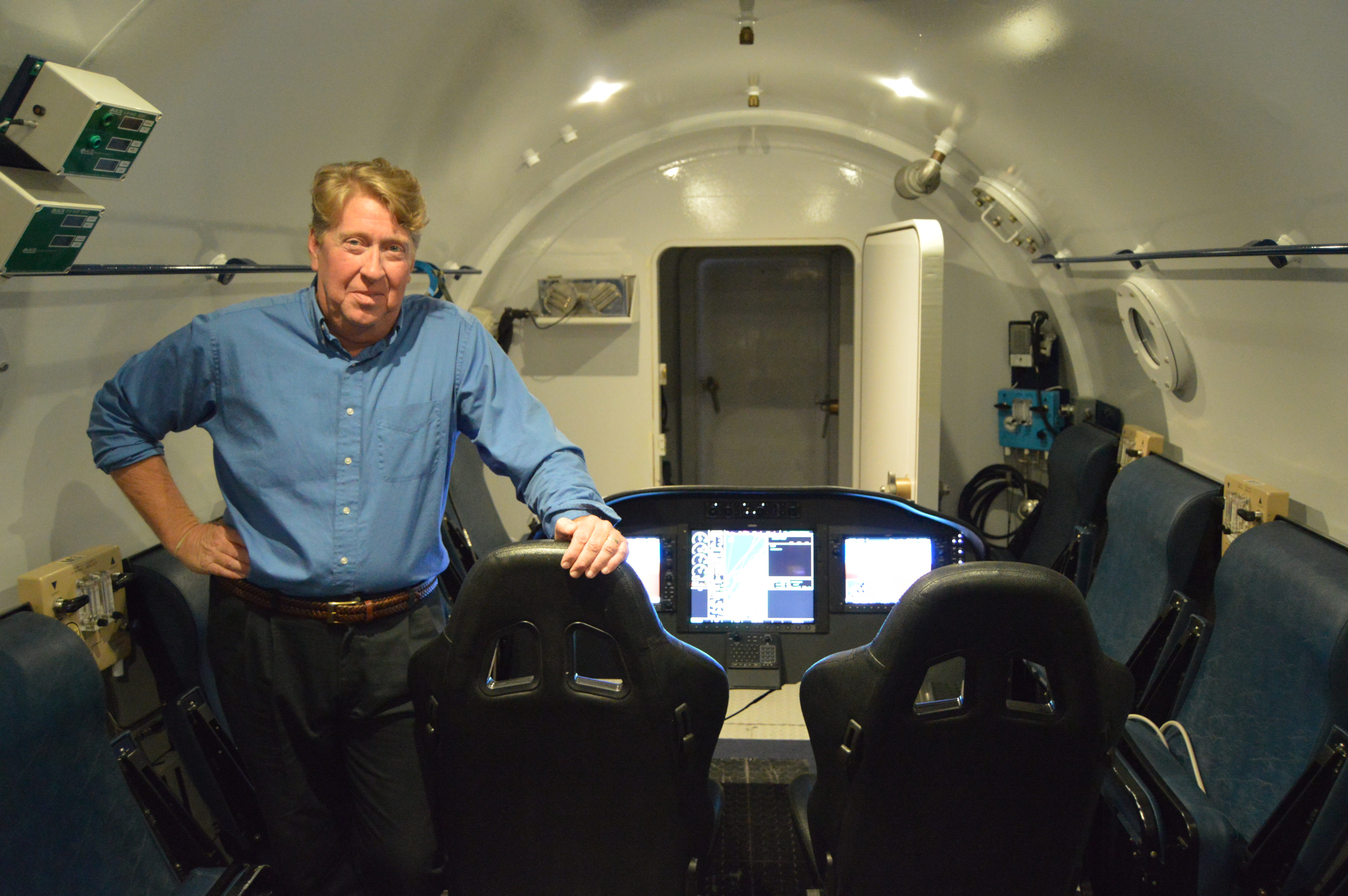
Garmin G1000を採用した汎用のFTD。減圧室になっており、高高度飛行時の対応訓練も可能。
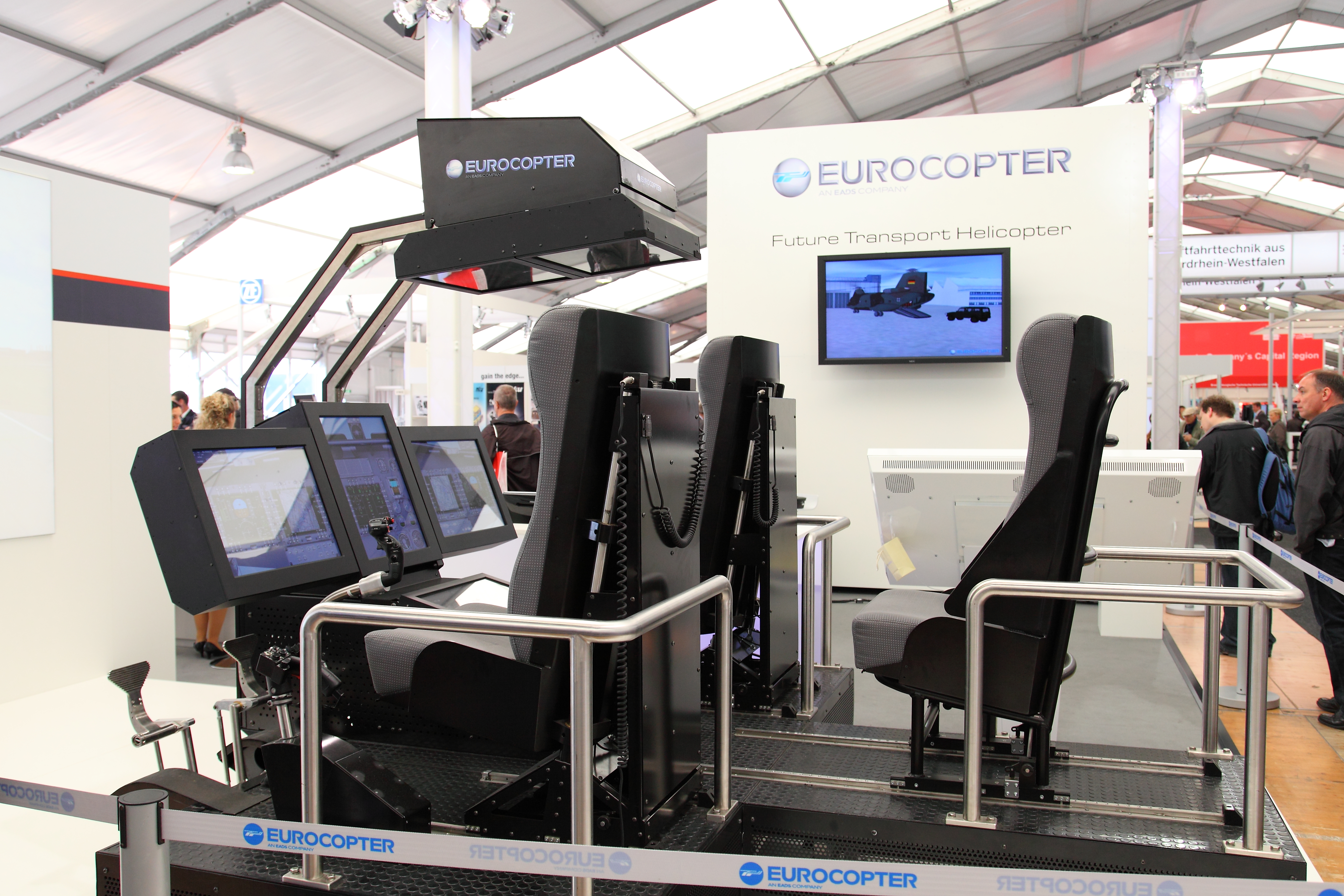
ユーロコプターがベルリン国際航空宇宙ショーに出展したFTD
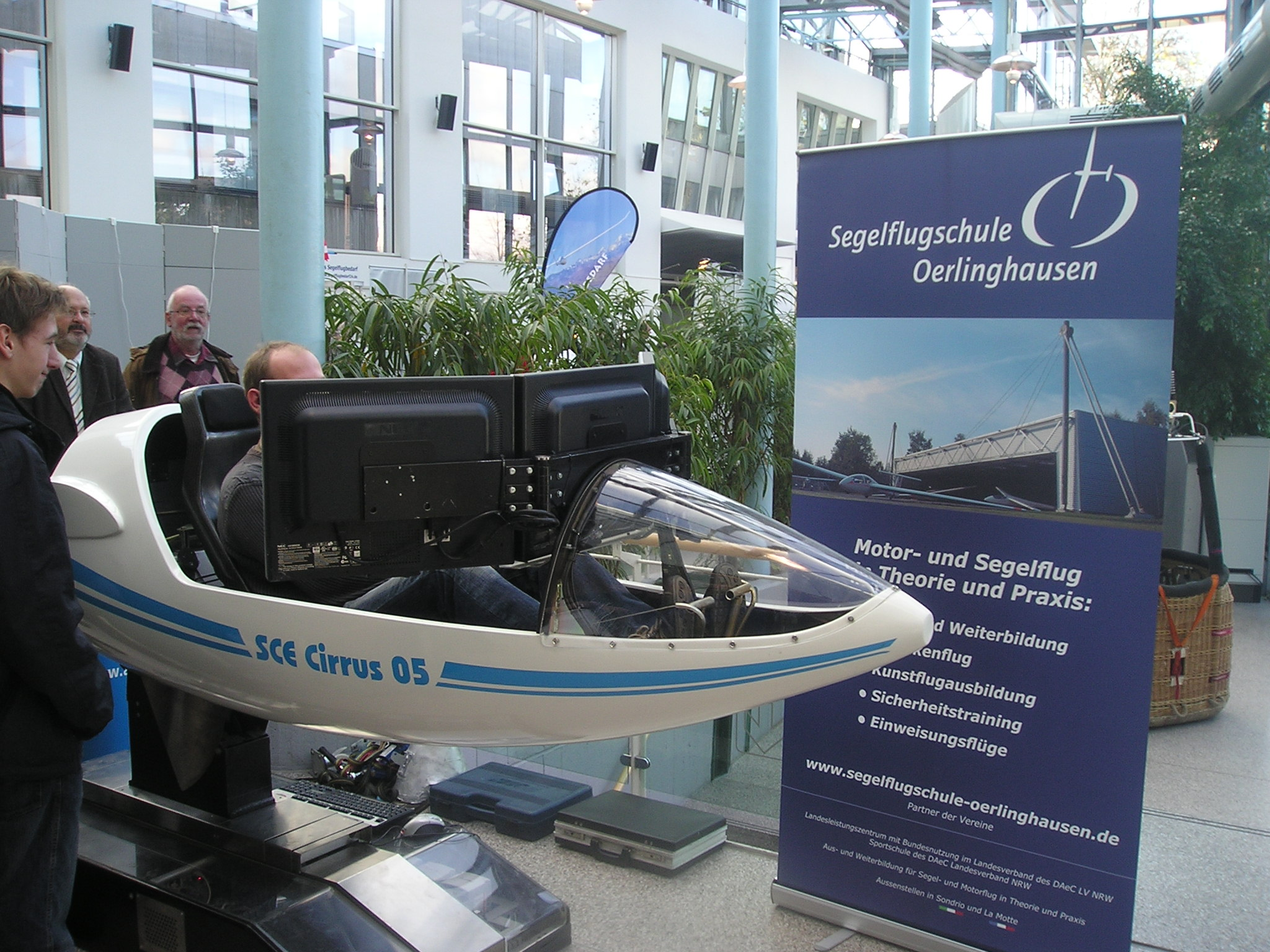
グライダーのFTD。実機の操縦席と市販のモニターを使用している。

### 飛行方式訓練装置
飛行方式訓練装置（Cockpit Procedure Mockup、CPM）は特定の機種の操縦室を正確に模倣している点は模擬飛行装置と同じであるが、第１種～第３種の模擬飛行装置とは異なり動揺機構は備わっておらず窓にディスプレイも付いていないものが多く、映像や音声による飛行そのものの模擬はできない。交信の模擬や計器類を通しての様々な状況やスイッチ操作による計器表示（たとえば火災や故障、フラップのスイッチを下げたらフラップの角度計器も下がるなど）が模擬できる程度である。中には計器類の写真を貼った板の前に椅子を並べただけの装置もある。
各機器の操作訓練用として個別の機能を取り出したPart Task Trainer（PTT）も使用されており、近年ではコスト削減のため市販のPCを利用する例もある。近年普及しているグラスコックピットを採用した機種では、スイッチで画面を切り替える操作が必要であるためFTDを使用するか、機能を動作手順と画面表示の再現に絞ったPPTを使用する。
自動車とは異なり航空機はエンジン始動に至るまでの手順が多いため、操縦とはまた別に機器の取り扱いやスイッチの位置を把握するため・および各種の状況における手順のチェックリストが存在（これは小型機あっても同様であるが）するが、近年の大型旅客機は手順が非常に多く、訓練のため実機を占有するのは不経済である。そこで地上学習において手順を理解するための訓練に使われる。操縦そのものの訓練は出来ないが、FSSやFTDと比較すると極めて安価であり、初期訓練や機種転換の事前訓練としては経済的でもある。
航空法の定義では模擬飛行装置の一種（第４種）と位置づけられているが、特に定められた用語は存在せず、航空大学校では『コクピット・トレーナー』と呼称している ほか『Cockpit Procedure Trainer（CPT）』『プロシージャートレーナー（PT:Procedure Trainer）』『飛行手順訓練装置』『飛行要領訓練装置』とも呼ばれる。計器類は紙に印刷し板や壁に貼り付けることが多いため、航空業界では俗に『紙レーター』と呼ばれている。

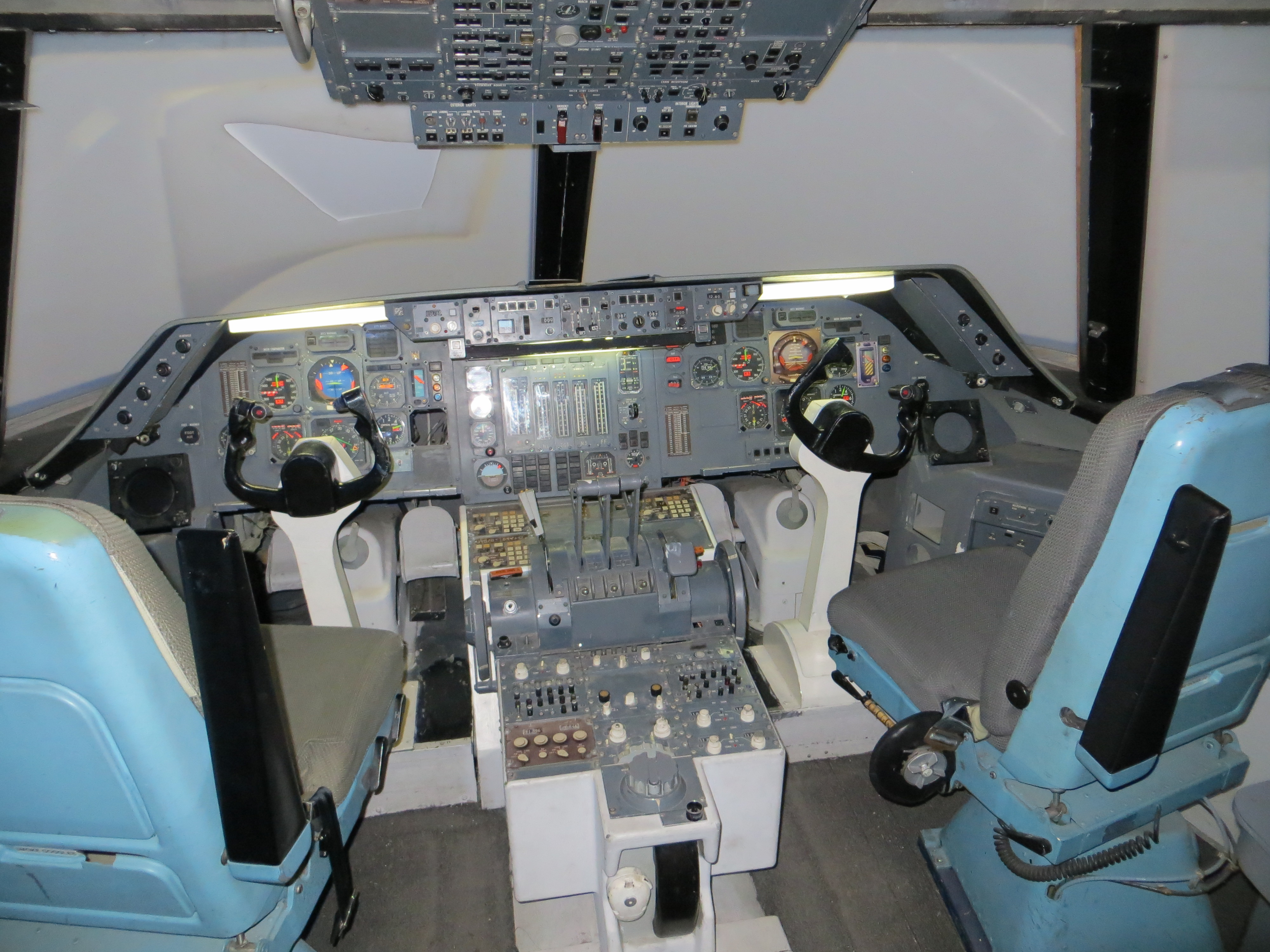
ロッキード L-1011 トライスターのCPM。実機の操縦席が再現されているが計器類は動作しない。
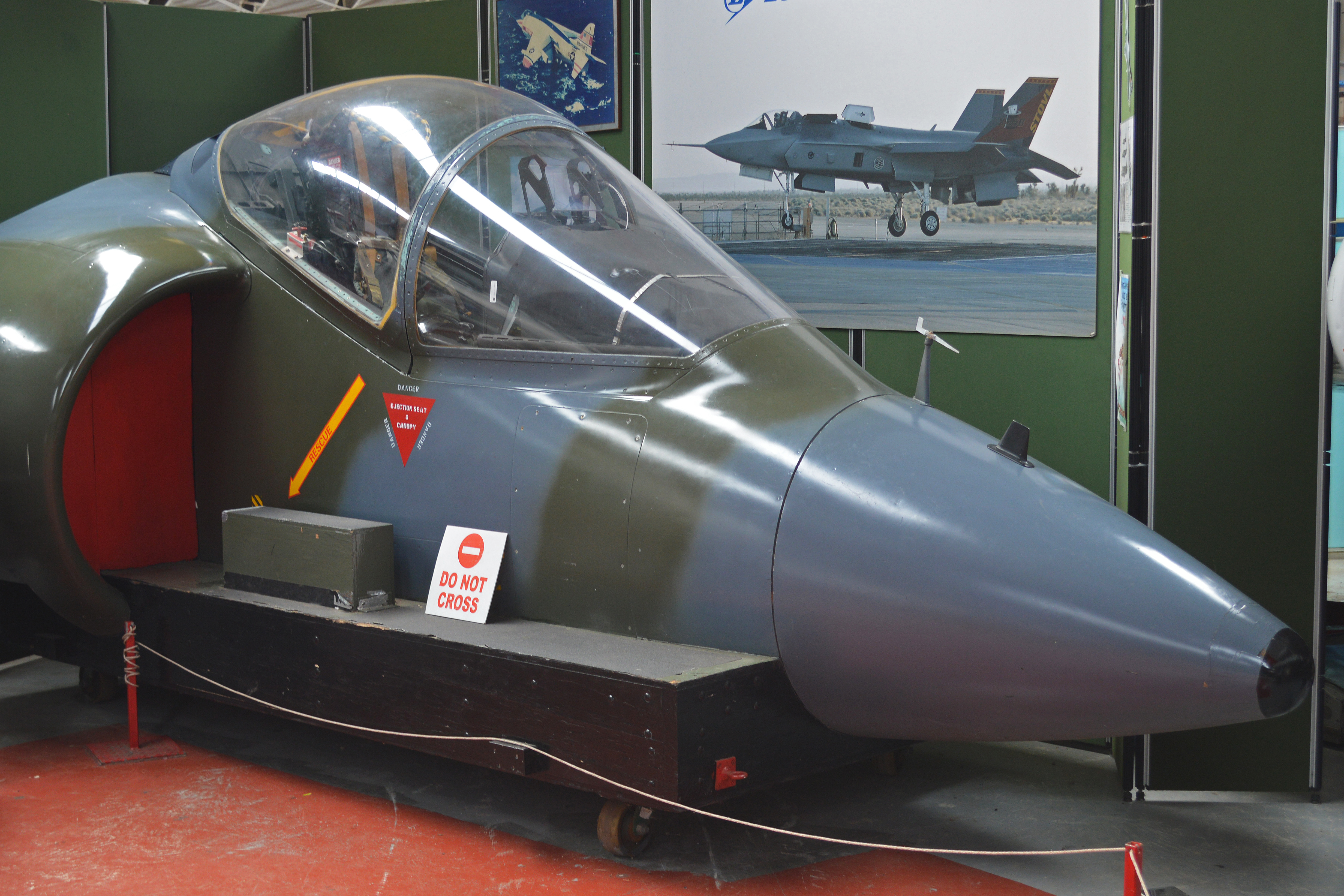
ハリアー IIのCPM
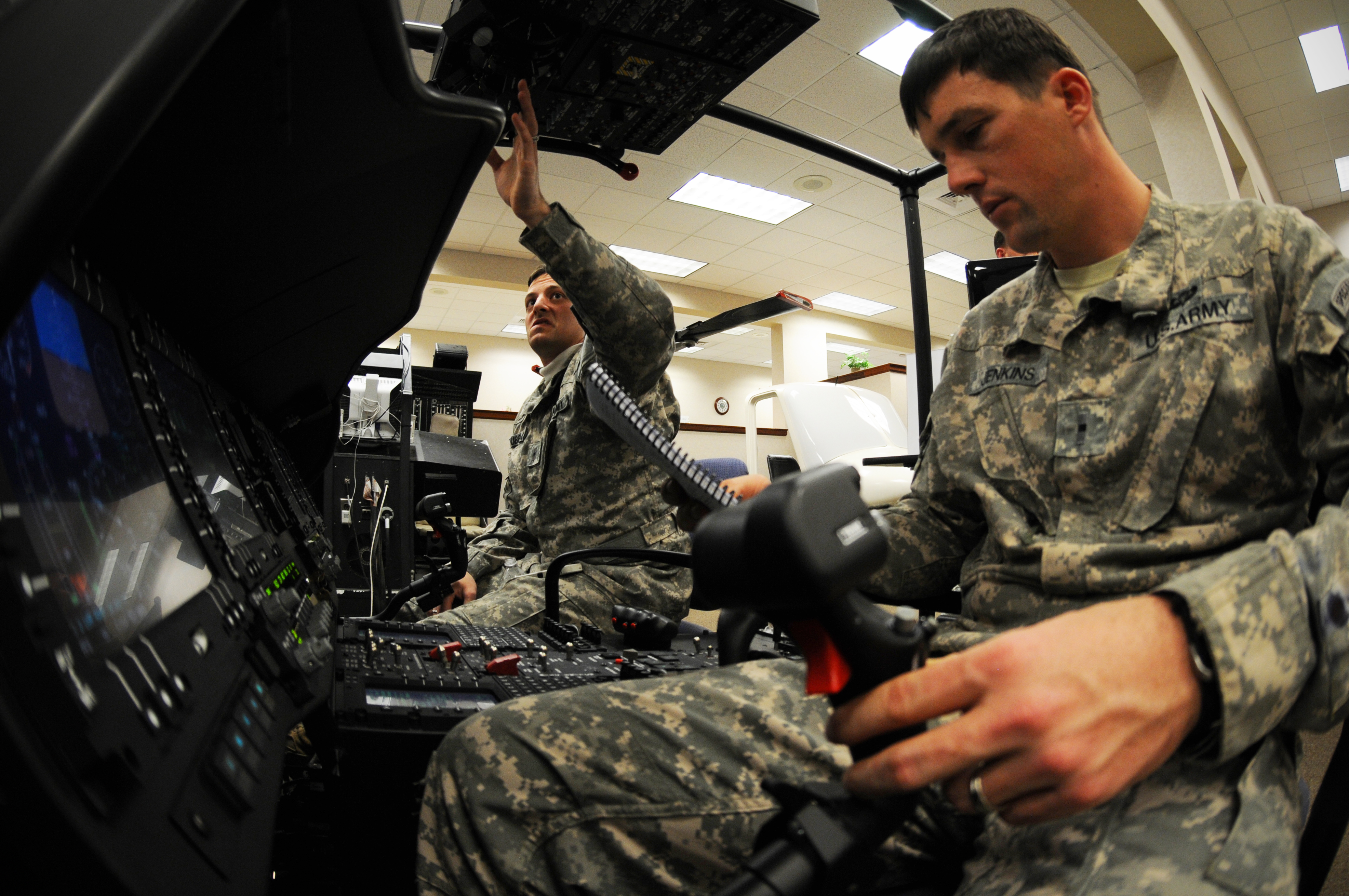
グラスコックピットの起動と終了、画面操作が可能なCPM
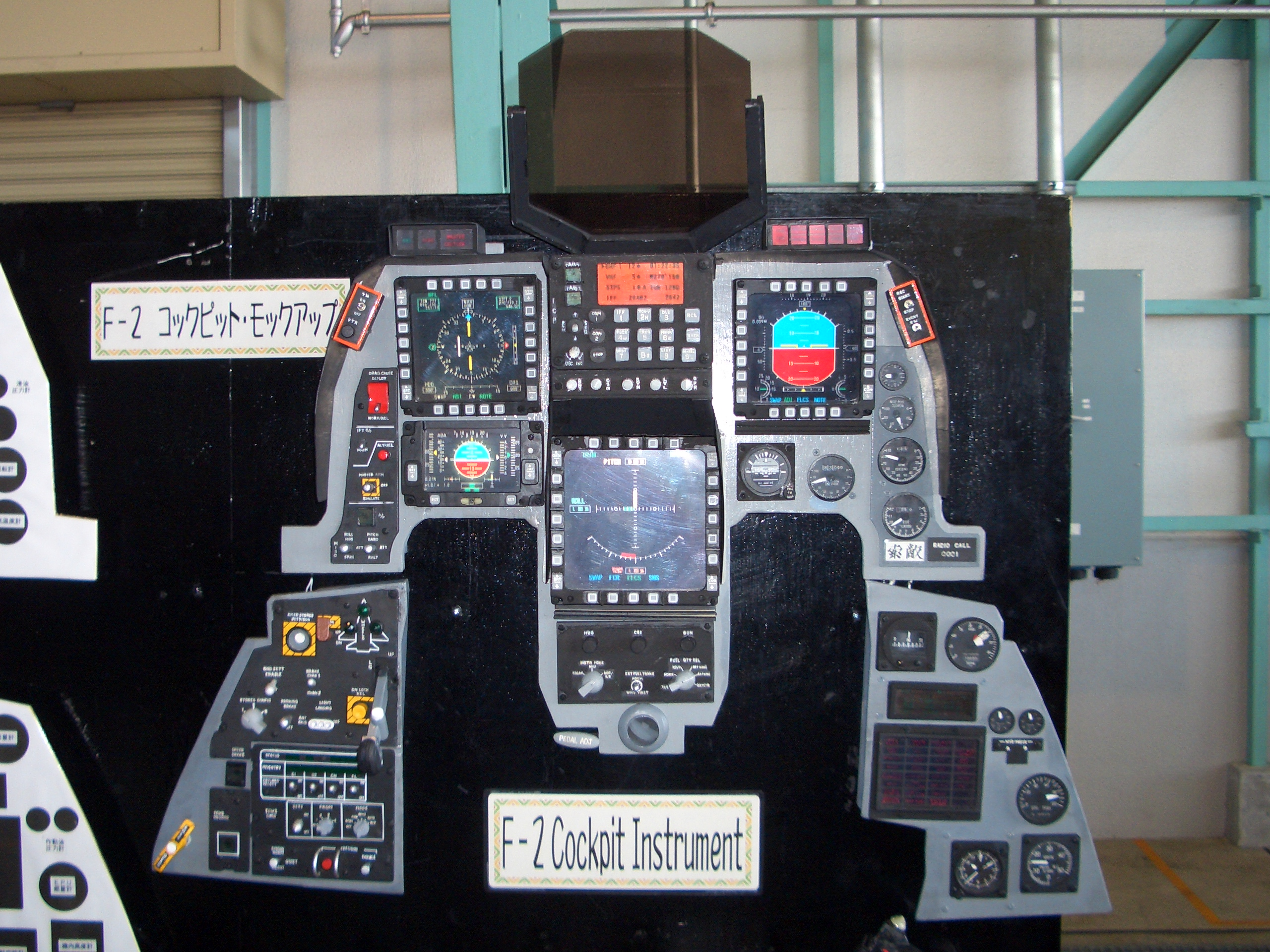
計器類を板に取り付けたF-2のCPM
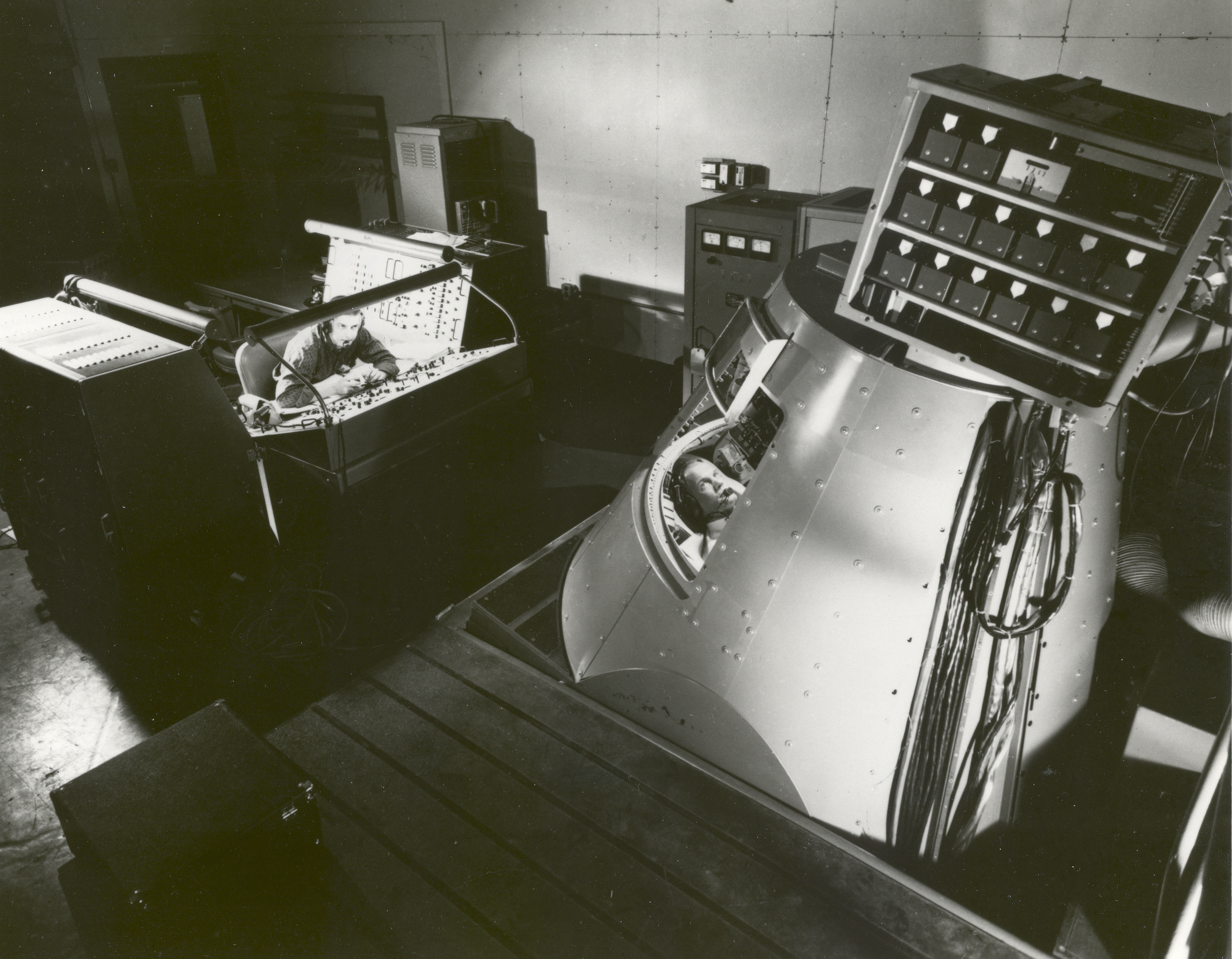
マーキュリー宇宙船のPTで訓練を受けるジョン・グレン

## ゲーム

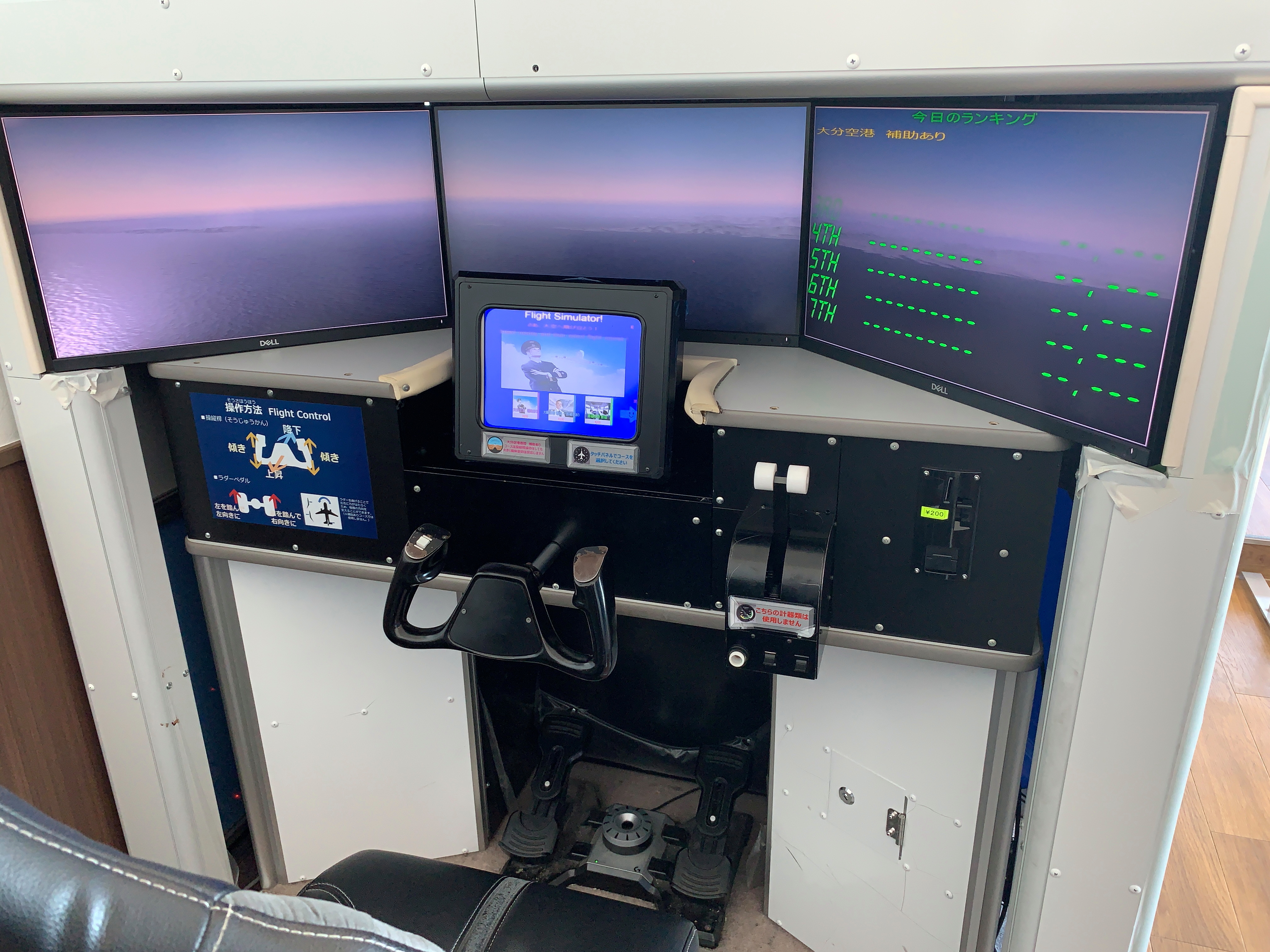
ゲームとしてコクピットが再現されたフライトシミュレーター

フライトシミュレーションゲーム (flight simulation game)とは、娯楽のためのゲームとして航空機の操縦を再現した実機シミュレータの一種。プラットフォームは、PCや家庭用ゲーム機、アーケードゲームの他、稀にゲームブック型式やボードゲーム形式の物も存在する。
また、航空機を主題としていても、現実のシミュレートや飛行過程の再現よりも、(敵機の撃墜を得点とするような)目標物を破壊して楽しむ事が重視されている場合には別ジャンルであるフライトシューティングとされる。また、現実には実現不可能な飛行機動を楽しむなどアクション要素を重視した物はフライトアクションとされる。戦闘機や攻撃機に搭乗し、ミサイルや機銃・爆弾などを使用して空や地上・海上の敵との戦闘を行うことを主題としてシミュレートを行っているゲームは、民間機を操縦するゲームとの区別として「コンバットフライトシミュレーション」と呼び分けられることもある。短縮して、「フライトシム」、「フライトシミュ」、「フラシム」、「フラシミュ」などとも呼ばれる。なお、欧米圏においては、ゲームであってもFlight Simulatorと呼ばれている。
リアルさを追求するため、アーケードゲームでは主に大型筐体によりコクピットが再現されている。PCや家庭用ゲーム機では、ジョイスティック、ラダーペダル、スロットルの俗に3点セットと呼ばれる入力機器や、単体である程度のボタン操作が可能な多機能ジョイスティック（マイクロソフトのサイドワインダー等）が用意されている。また、フライトスーツの入手や実在する航空機のコクピットを自宅に再現する等、他のジャンルとも関わる多額の投資をする熱心なユーザーもいる。特に海外においては、雑誌等にもコクピットの製作記事が掲載されることもある。
このジャンルのゲームが生まれた当初は、フライトシミュレータが研究・訓練等現実世界へのフィードバックがあるのに対して、現実の航空機をシミュレートしている程度も低く完全に娯楽であった。しかし近年（2007年頃より）においては、PCの高性能化とそれに伴うフライトシミュレータソフトウェアの高度化により、シミュレータ内における航空機の挙動が現実に近づいたり、画面内のコックピットに備えられた各種スイッチやボタンを実際の機体と同様に操作する機能が実装される等、訓練のためのフライトシミュレータとして用いることが可能なものも誕生している。これによって、軍事費削減（COTS化）の流れもあり、軍において主として教育用などに用いられることがある。

### 作品

#### PC用ソフト
軍用機系
- A-10 CUBA
- Aces High（MMO型オンラインゲーム）
- Aces of the Pacific
- Aces Over Europe
- Air Warrior（MMO型オンラインゲーム）
- B-17 Flying Fortress
- Commanch
- Dawn of Aces（WWIを題材としたMMO型オンラインゲーム）
- Digital Combat Simulator（Lock On: Modern Air Combatの後継）
- EF2000（EF2000(Euro Fighter)を題材としたゲーム）
- ENEMY ENGAGED 2
- European Air War
- F-15 Strike Eagleシリーズ
- Falcon 4.0
- Falcon 4.0: Allied Force（Falcon4.0のリニューアルバージョン）
- F/A-18 HORNETシリーズ
- Fighter Ace（MMO型オンラインゲーム）
- Fighter Squadron
- FLANKER2.0（Su-27 Flankerの後継）
- Flying Circus（WWIを題材としたMMO型オンラインゲーム）
- IL-2 Sturmovik シリーズ
- Jane's シリーズ
- Lock On: Modern Air Combat（FLANKER2.0の後継）
- Microsoft Combat Flight Simulatorシリーズ
- Mig Array
- Pacific Air War
- Red Baronシリーズ
- Rise of Flight（WWIを題材）
- Secret Weapons of the Luftwaffe
- Strike Commander
- Su-27 Flanker
- Target Ware
- WarBirds（MMO型オンラインゲーム）
- War Thunder（MMO型オンラインゲーム）
- World War II Online（MMO型オンラインゲーム）
- エアーコンバットシリーズ

民間機系
- FlightGear Flight Simulator（オープンソース）
- Flight in Hawaii
- Flight Unlimitedシリーズ
- Fly!シリーズ (w:Fly!)
- Microsoft Flight Simulatorシリーズ
- Sub Logic Flight Simulator
- X-plane (w:X-Plane)
- 銀翼
- スタント・アイランド

軍用機・民間機共用
- YS FLIGHT SIMULATOR（フリーウェア）

RC練習用
- リアルフライト
- REFLEX
- REVO

#### アーケード
民間機系
- ランディングシリーズ：タイトーからリリースされたミッドナイトランディング、トップランディング、ランディングギア、ランディングハイジャパンを指す。
- エアラインパイロッツ：日本航空(JAL)の協力により、1999年にセガ（後のセガ・インタラクティブ）からリリースされたフライトシミュレーション。ボーイング777-246(JA8981)と同機の操縦をモデルとしている。

軍用機系
- ウイングウォー:セガ（後のセガ・インタラクティブ）よりリリースされた対戦型フライトシューティング。使用可能機体は、フォッカー,零戦,P-38ライトニング,P-51マスタング,アパッチ,ハインド,ハリアー,Yak-144フリースタイル。

#### PC/コンシューマ機兼用
- エアロダンシングシリーズ

#### コンシューマ機
軍用機系
- エナジーエアフォースシリーズ

民間機系
- パイロットウイングスシリーズ
- ジェットでGO!シリーズ

その他
- パイロットになろう!シリーズ
- Google Earth（地図データを利用した本格的なフライトシミュレータが楽しめる）
- パイロットストーリーシリーズ（テクノブレインより発売。現在民間やブルーインパルス等が販売されている。ヘリコプターも発売されている）

#### スマートフォン用
民間機系
- Airline Commander

#### ゲームブック
軍用機系
- F-4JファントムIIラインバッカー作戦

#### ボードゲーム
軍用機系
- 空戦マッハの戦い

#### カードゲーム
軍用機系
- Down in Flames （PC版も発売されている）